# Comuna Pribislavec, Međimurje
Pribislavec este o comună în cantonul Međimurje, Croația, având o populație de 3.136 de locuitori (2011).

## Demografie
Componența etnică a comunei Pribislavec
     Croați (79,02%)
     Romi (19,39%)
     Necunoscut (0,19%)
     Neclasificat (0,89%)
Componența confesională a comunei Pribislavec
     Catolici (94,52%)
     Fără religie și atei (1,75%)
     Protestanți (1,21%)
     Necunoscută (1,59%)
     Alte religii (0,92%)
Conform recensământului din 2011, comuna Pribislavec avea 3.136 de locuitori. Din punct de vedere etnic, majoritatea locuitorilor (79,02%) erau croați, cu o minoritate de romi (19,39%). Apartenența etnică nu este cunoscută în cazul a 0,19% din locuitori. Din punct de vedere confesional, majoritatea locuitorilor (94,52%) erau catolici, existând și minorități de persoane fără religie și atei (1,75%) și protestanți (1,21%). Pentru 1,59% din locuitori nu este cunoscută apartenența confesională.